# Denzel Whitaker
Dominique Denzel Whitaker (Torrance (Californië), 15 juni 1990) is een Amerikaans acteur. Hij speelde in films als The Great Debaters, My Soul to Take, Training Day, Black Panther en televisieseries als ER en The War at Home. Hij was te zien als een basketbalspeler in The Suite Life of Zack & Cody.
Whitaker maakte daarnaast zijn opwachting in  All That, een Amerikaanse televisieserie bestaan uit sketches en muziek, met elke week een andere gast of andere gasten. Een hoofdrol vervulde hij in 2009 als Frankie Kirkland in de aflevering 'No Way Out' van de politieserie CSI: Crime Scene Investigation. 
Whitaker is de zoon van Younalanda en Dale Whitaker. Hij werd vernoemd naar Denzel Washington.
- Biblioteca Nacional de España: XX5184481
- Gemeinsame Normdatei: 1061479110
- International Standard Name Identifier: 0000 0000 5155 0396
- Library of Congress Control Number: no2008079696
- Virtual International Authority File: 46574390
- WorldCat: E39PBJpPHh9MpCWPtyWM3bWdQq